# Nelly Darén
 Nelly Darén (Buenos Aires, Argentina; abril de 1926) fue una actriz de cine y teatro y conductora de televisión que trabajó en varios países de América desde la década de 1940.

## Carrera profesional

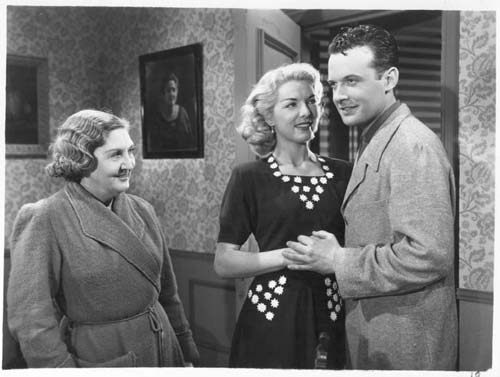
Nelly Darén (centro) junto a María Luisa Santés y Ricardo Passano en Bólidos de acero de 1950.

Se inició en la actuación con papeles, entre otras obras de teatro, en Bodas de sangre de Federico García Lorca y 16 años de Aimée y Philip Stuart. También intervino en comedias musicales como Madame 13 (1945) y Cabalgata del Tango (1954).Debutó en cine en 1943 en Juvenilia y pronto la rubia jovencita simpática que era en ese momento se convirtió en una actriz muy solicitada. Sus mejores papeles fueron en La cumparsita (1947), junto a Hugo del Carril y en dos filmes de tema deportivo: Con los mismos colores (1949) y Bólidos de acero (1950). En 1952 trabajó junto a José María Gutiérrez en el Teleteatro de la sonrisa que se transmitía de lunes a viernes por Canal 7 con libro y puesta en escena de Eifel Celesia. En 1953 integró el elenco que en el programa Teleteatro de los lunes que se transmitía ese día a las 18.45 horas representó Cinco voces de mujer escrito por Elsa Martínez (las otra cuatro actrices fueron Leda Urbi, Tina Helba, Pepita Meliá y Leda Zanda).
En 1950 integró la primera comisión directiva del Ateneo Cultural Eva Perón. Tras la caída de Perón en 1955 se radicó em Puerto Rico donde adquirió popularidad conduciendo un programa de televisión. También trabajó en México y Estados Unidos y regresó a su país a mediados de la década de 1960 y actuó en radioteatros y telenovelas. En 1966 trabajó en el programa Galería Polyana que con buena repercusión se transmitió entre mayo y octubre por Canal 9 de lunes a viernes con libros de la autora teatral Clara Giol Bressan y un elenco que incluía a Susana Campos, Virginia Lago, Fanny Navarro, Enzo Viena, Ricardo Passano, Patricia Shaw, Aída Luz, María José Demare, y Gloria Raines.
Ernesto, su hermano, falleció en el año 1989.

## Filmografía
Actriz
- Mi viudo y yo   (1954)
- Cinco locos en la pista   (1950)
- Bólidos de acero   (1950)
- No me digas adiós   (1950)
- Con los mismos colores   (1949)
- ¿Por qué mintió la cigüeña?    (1949)
- Los secretos del buzón   (1948)
- Mirad los lirios del campo   (1947)
- Los hijos del otro   (1947)
- La cumparsita   (1947)
- Santa Cándida   (1945)
- El canto del cisne   (1945) .... Susana Jordán
- Villa Rica del Espíritu Santo   (1945)
- Carmen   (1943)
- Juvenilia   (1943)

## Televisión
- Amor en mesa de saldos    (1952) Serie